# Fyrsetting
Fyrsetting (norsk) blev brugt i minedrift før sprængstof blev almindeligt. Metoden baserer sig på det forhold, at bjerget udvider sig og sprækker, når det bliver opvarmet.
Ved fyrsetting satte man ved (træ) op mod bjergvæggen og brændte "bål" normalt i mindst 24 timer. Derved blev der dannet sprækker i bjerget, og minearbejderne kunne derved lettere hakke stenmasser løse. Efterhånden, som man arbejdede sig ind over i bjerget, kunne der blive problemer med at sikre ventilation. Bålet kunne opbruge meget af ilten i luften, hvilket indebar, at det brændte dårligere. Røgen med den tungere kuliltegas var giftig og kunne let tage livet af minearbejderne. Dette blev dels løst med nye ventilationsskakter op til jordoverfladen, dels ved at der blev indbygget egne luftkanaler i minegangen.
Fyrsettingsmetoden krævede store mængder ved, derfor var det vigtigt for indehavere(n) af minerettigheder samtidig at få et tilstrækkeligt stort område i omegnen, hvorfra de lokale bønder blev forpligtede til at levere ved. Brændselstræet, man brugte, blev på norsk kaldt for setteved. Setteveden var typisk omkring én meter lang, kløvet og helst af en træsort med god brændværdi så som birk eller fyr. Det er dog troligt, at der blev brugt store mængder gran, som har en dårligere brændværdi, på grund af træets bedre tilgængelighed.
Fyrsatte stoller og orter har en ret karakteristisk næsten elliptisk eller æggeformet profil.

## Overgangen til krudt
I 1655 blev den første krudtsprængning udført i en dansk-norsk mine. Det var i Lilledal Kobbergruve i Sunnhordland. Røros Kobberverk gik også tidligt over til krudt på grund af mangel på brændselsved. Brugen af krudt gjorde arbejdet med at bryde bjerget hurtigere, og var derfor et stort gennembrud inden for bjergværksteknik. Alligevel var fyrsetting fortsat i brug nogen steder helt frem til slutningen af 1800-tallet. I Sverige blev fyrsetting brugt flere steder ind i 1800-tallet, og i Sala til midten af 1870-erne. Ved Kongsberg Sølvværk var metoden i brug til 1890, og er det sidste kendte sted med metoden i Europa.
Også ved Blaafarveværket var metoden anvendt i stor skala, da bjerget var for hårdt for vanlig håndboring. Efterhånden, som der blev udviklet kraftigere sprængstoffer, og de gamle håndbor af jern blev byttet ud med nye af stål og til sidst boremaskiner, gik man helt bort fra fyrsettingsmetoden.

## Hannibal og eddikemyten
Titus Livius (ca. 59 f.Kr.-17 e.Kr.) har i sin Ab urbe condita en fortælling om hvordan, Hannibal på en rejse over Alperne lod hæren lave en passage forbi en stor sten ved hjælp af fyrsettingsmetoden. I følge Titus gjorde de dette ved at tænde et stort bål helt ind til stenen og så hælde eddike på for at give den et temperaturchok. Der efter var stenen så opsprukken, at den lod sig fjerne med nogen jernredskaber. Det tog dem fire dage at passere dette sted, ifølge forfatteren. Dette blev skrevet ca 200 år efter den aktuelle hendælse, og ingen kan dermed vide helt sikkert hvor korrekt, denne historie er. Fortællingen er dog den ældste kendte beskrivelse, hvori eddike bliver brugt under fyrsetting, og muligvis ophavet til myten om eddikens egenskaber til at gøre bjerget "mørt". Titus Livius er en mulig kilde Plinius den ældre (23 f.Kr.-79 e.Kr.) brugte, når han i sit værk Naturalis Historia også beskriver eddikens evner til at "mørne" bjerge. Georgius Agricola (1494-1555) tog senere dette op i sit værk, De re metallica, hvor han refererer til Plinius fortælling om Hannibal, men ikke nævner brugen af vand, når han på sin måde beskriver fyrsettingsmetoden. Henvisninger til antikkens fejlagtige beskrivelser af at bruge eddike fik bjergmandspræsten Johann Mathesius i 1539 til at fraråde brugen af vand.